# Trachysphaera orghidani
Trachysphaera orghidani är en mångfotingart som först beskrevs av Ionel Grigore Tabacaru 1958.  Trachysphaera orghidani ingår i släktet Trachysphaera och familjen Doderiidae. Inga underarter finns listade i Catalogue of Life.